# 西印度群島板球代表隊
西印度群島板球代表隊，绰号Windies ， 是代表加勒比地区英语国家和地区參賽的多国男子板球队，該球隊由西印度群岛板球協會負責管理。該球隊的球员來自15个加勒比国家和地区。西印度群島板球代表隊曾两次赢得板球世界杯（1975年和1979年）冠軍。

## 外部鏈接
- Official Facebook page of the West Indies Cricket team （页面存档备份，存于）
- Official Cricket West Indies website （页面存档备份，存于）